# Stosatea simonii
Stosatea simonii är en mångfotingart som först beskrevs av Daday 1889.  Stosatea simonii ingår i släktet Stosatea och familjen orangeridubbelfotingar. Inga underarter finns listade i Catalogue of Life.